# 기타가와치역
기타가와치역(일본어: 北河内駅 きたがわちえき[*])은 일본 도쿠시마현 가이후군 미나미정에 위치한 시코쿠 여객철도 무기 선의 철도역이다. 역 번호는 M20이며, 단선 승강장 1면 1선의 구조를 갖춘 지상역이다.

## 역 주변
- 국도 제55호선

## 역사
- 1939년 12월 14일 : 아카가와치역으로서 개업.
- 1959년 10월 1일 : 기타가와치역으로 개칭, 동시에 화물 취급 폐지.
- 1987년 4월 1일 : 일본국유철도 분할 민영화에 의해, 시코쿠 여객철도가 승계.

## 인접 역
| 시코쿠 여객철도 무기 선 | 시코쿠 여객철도 무기 선 | 시코쿠 여객철도 무기 선 |
| ----------------------- | ----------------------- | ----------------------- |
| M 19 기키 도쿠시마 방면 | 무기 선                 | 히와사 M 21 가이후 방면 |